# Dólsk
Dólsk – wieś w Polsce położona w województwie kujawsko-pomorskim, w powiecie świeckim, w gminie Drzycim.
| SIMC    | Nazwa    | Rodzaj    |
| ------- | -------- | --------- |
| 1030606 | Abisynia | część wsi |
| 1030629 | Klufta   | część wsi |

W latach 1975–1998 miejscowość administracyjnie należała do województwa bydgoskiego. Według Narodowego Spisu Powszechnego (III 2011 r.) liczyła 238 mieszkańców. Jest szóstą co do wielkości miejscowością gminy Drzycim.